# Robert Lucas
Robert Emerson Lucas Jr. (Yakima, EUA, 15 de setembre de 1937 - Chicago, EUA, 15 de maig de 2023) va ser un historiador, economista i professor universitari nord-americà guardonat amb el Premi del Banc de Suècia de Ciències Econòmiques l'any 1995.

## Orígens
Va néixer el 5 de setembre de 1937 a la ciutat de Yakima, població situada a l'estat nord-americà de Washington. Va estudiar història a la Universitat de Chicago, on es va graduar el 1959 i doctorar en economia l'any 1964. Posteriorment fou professor a la Universitat Carnegie Mellon, fins que l'any 1975 va traslladar-se de nou a la Universitat de Chicago.

## Recerca econòmica
Considerat un dels economistes més influents des de la dècada del 1970 ha ajudat a canviar els fonaments de la macroeconomia, argumentat que un model macroeconòmic ha de contenir fonaments microeconòmics. És mundialment conegut per les seves investigacions sobre les implicacions de les suposicions de les expectatives racionals.
Va desenvolupar el concepte de la Crítica de Lucas sobre política econòmica, la qual sosté que relacions entre paràmetres que semblen romandre estables, com per exemple l'aparent relació entre inflació i atur, canvien en resposta a canvis de la política econòmica. Així mateix va contribuir al desenvolupament del model Uzawa–Lucas, un model econòmic que explica el creixement econòmic a llarg termini com a conseqüència de l'acumulació de capital humà. També va desenvolupar la funció d'oferta agregada de Lucas, un model que estableix que la producció econòmica és una funció dels diners o del preu "sorpresa" i té en compte la compensació basada empíricament entre la producció i els preus representada per la corba de Phillips, però la funció es trenca de la corba de Phillips ja que només els canvis imprevistos del nivell de preus provoquen canvis en la producció. També va desenvolupar la paradoxa de Lucas en la que s'observa que el capital no flueix dels països desenvolupats als països en desenvolupament malgrat que els països en desenvolupament tenen nivells més baixos de capital per treballador.
L'any 1995 fou guardonat amb el Premi Nobel d'Economia pel desenvolupament i aplicació de la hipòtesi d'expectatives racionals, que ha permès transformar l'anàlisi macroeconòmic i aprofundir la comprensió de la política econòmica.

## Obra seleccionada
- 1972: "Expectations and the Neutrality of Money". Journal of Economic Theory 4: 103–124.
- 1976: "Econometric Policy Evaluation: A Critique". Carnegie-Rochester Conference Series on Public Policy 1: 19–46.
- 1981: Studies in Business-Cycle Theory. MIT Press. ISBN 0-262-62044-8.
- 1988: "On the Mechanics of Economic Development". Journal of Monetary Economics 22: 3–42.
- 1990: "Why Doesn't Capital Flow from Rich to Poor Countries". American Economic Review 80: 92–96.
- 1995: "MONETARY NEUTRALITY Prize Lecture" Nobel Prize in economics, December 7, 1995